# Alquimia de almas
Alquimia de almas (en hangul, 환혼; hanja: 還魂; RR: Hwanhon) es una serie de televisión surcoreana dirigida por Park Joon-hwa y protagonizada por Lee Jae-wook,Go Yoon-jung, Jung So-min, Hwang Min-hyun, Shin Seung-ho, Yoo Jun-sang, Oh Na-ra y Jo Jae-yoon. La primera temporada se emitió en el canal tvN los sábados y domingos  a las 21:10 horas (hora local coreana) del 18 de junio al 28 de agosto de 2022. También está disponible en las plataformas Netflix y Tving para algunos países.
La serie se planificó para dos temporadas: la primera es de veinte capítulos, mientras que la segunda (con el título de Gwanho: Light and Shadow) se empezó a rodar en julio de 2022 con un proyecto de diez episodios, sin la participación de Jung So-min, y se estrenó en tvN el 10 de diciembre del mismo año.

## Sinopsis
Es un drama histórico de fantasía sobre el amor y el crecimiento de unos jóvenes magos que lidian con la energía celestial y se sobreponen a sus torcidos destinos. El escenario es un mundo imaginario que se inspira en las historias de los refugiados de Goguryeo antes de que se fundara Balhae, pero no se basa en una historia real. Sigue la historia de una combatiente de élite llamada Naksoo, cuya alma queda atrapada accidentalmente dentro del cuerpo débil de Moo Deok, la sirviente del noble Jang Wook.

## Reparto

### Principal
- Lee Jae-wook como Jang Wook, un señor noble y con bienes económicos del clan Jang.[3][6]
  - Park Sang-hoon como el joven Wook.[11]
- Jung So-min como Moo-deok / Jin Boo-yeon / Naksoo , una poderosa hechicera la cual está atrapada en el cuerpo debilucho de una chica ciega.[3]
- Ko Yoon-jung como Naksoo / Cho Young / Jin Boo-yeon (2da temporada).[12][13][14]
- Hwang Min-hyun como Seo Yool.[3][15]
  - Moon Seong-hyun como Yool de adolescente.[16]

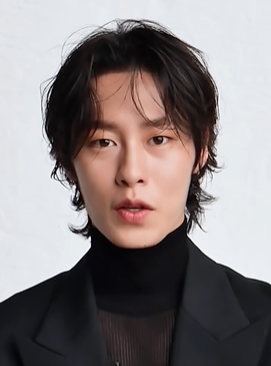
Lee Jae-wook, protagonista de la serie, en 2021

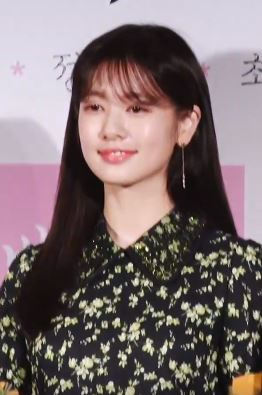
Jung So-min, protagonista de la serie, en 2019

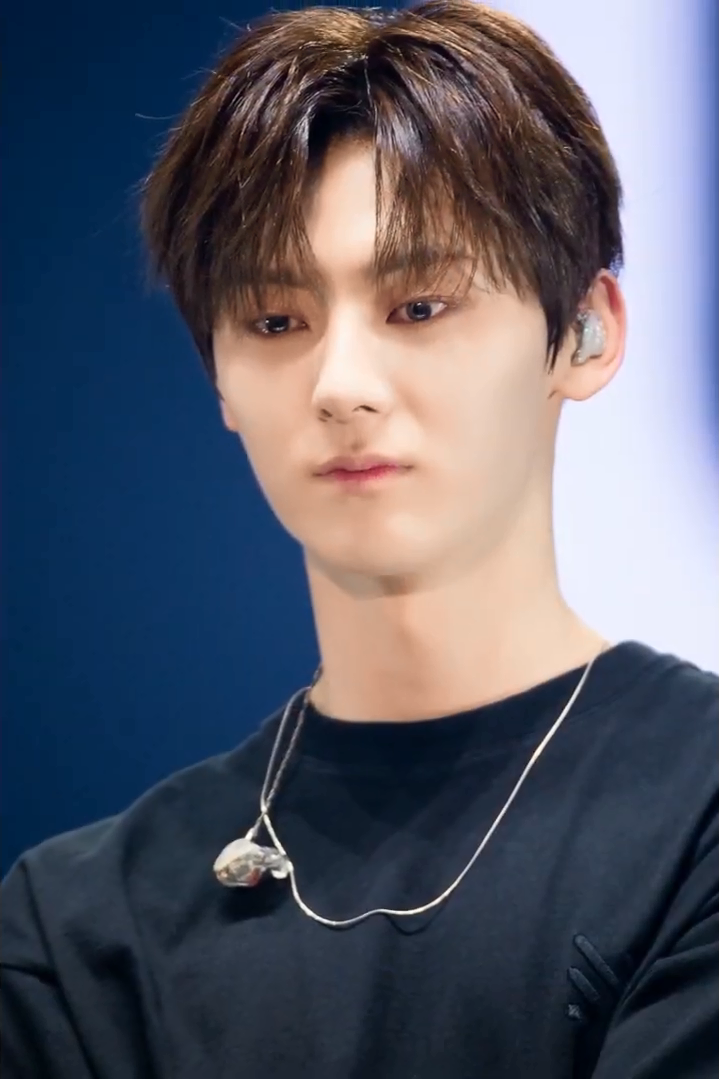
Hwang Min-hyun, protagonista de la serie, en 2019

### Secundario

#### Personas cercanas a Wook
- Oh Na-ra como Kim Do-joo, una persona que se encarga de todos los asuntos de la familia Jang. Es ordenada, arrogante y fuerte, pero débil frente a Wook.[17]
- Joo Sang-wook como Jang Kang, el padre de Wook.[18][19][20]
- Bae Kang-hee como Do Hwa, la madre de Wook y esposa de Kang.[21]
- Jang Tae-min como el sirviente Lee.

#### Songrim
- Yoo In-soo como Park Dang-koo.[22]
- Yoo Jun-sang como Park Jin, el jefe de Songrim, la compañía más grande del Gran País Patriótico.[23]
- Lee Ha-yool como Sang-ho.[24]

#### Sejug-won
- Lee Do-kyung como Huh Yeom.[25]
- Hong Seo-hee como Huh Yoon-ok.[26]
- Jung Ji-an como Soon-yi.[27]

#### Cheonbugwan
- Cho Jae-yoon como Jin Moo, el oficial adjunto de Cheonbugwan.[17]
- Choi Ji-ho como Kil Joo.[28]
- Lee Bong-joon como el mago Koo Hyo.[29]
- Lee Ji-hoo como el mago Cha Beom.[30]
- Cha Yong-hak como Yeom Soo.
- Joo Min-soo como Han Yeol.

#### Familia Jin (Jinyowon)
- Park Eun-hye como Jin Ho-kyung.[31][32]
- Arin como Jin Cho-yeon.[33]
- Joo Seok-tae como Jin Woo-tak.[34]
- Yoon Hae-bin como la joven Jin Boo-yeon.[35]

#### Familia real y gente del palacio
- Shin Seung-ho como Ko Won, el príncipe heredero del Gran Reino Patriótico.[36]
- Choi Kwang-il como el rey Ko Soon.[37]
- Kang Kyung-heon como Seo Ha-sun, la reina del Gran Reino Patriótico.[38]
- Park Byung-eun como Ko Sung, el primer rey del Gran Reino Patriótico.[20]
- Lee Ki-seop como el eunuco Oh Nae-kwan, asistente cercano del príncipe heredero.[39]
- Jung Ji-soon como el eunuco Kim Nae-kwan.[40]

#### Chwiseollu
- Park So-jin como Joo Wol.[41]

#### Técnicas que utilizan en la serie
- Ryusu Uso de la energía sobre los objetos
- Chisu Sentir la energía en el cielo, el agua, la tierra y en los alrededores y materializala
- Tansu Utilizar la energía generada convertida en agua a partir del chisu en contacto con al espada recargada de energía, lo que desprende una gran cantidad de energía en dirección al contrincante.

#### Otros
- Im Chul-soo como un mago.[25]
- Seo Hye-won como So-yi, una carterista que tiene un altercado con un matón, y finalmente se salva gracias a la intervención del protagonista interpretado por Jung So-min[42][43]
- Jeon Hye-won como Ae-hyang, una gisaeng.[44][45]
- Yoon Seo-hyun como Cho Choong, el padre afectuoso de Nak-soo.[46]
- Joo Min-soo como Han Yeol.
- Woo Hyun como Mok Ho-yeon.[47]
- Do Sang-woo como Seo Yoon-oh, tío de Hwang Min-hyun, hombre de grandes ambiciones.[48]
- Kim Cheol-yoon como Byung-koo.[49]

### Apariciones especiales
- Yeom Hye-ran como una misteriosa mujer de mediana edad.[20]
- Kim Hyun-sook como la criada Park.[50]
- Jang Sung-beom como Kang Gaek-joo.[51]
- Shim So-young como Shaman Choi.[52]
- Yeyeul, grupo de música tradicional coreana (episodio n.º 9).[53]
- Lee Jun-hyeok como un comerciante (ep. 21).[54]
- Kim Dae-gon como un comerciante (ep. 21).[55]
- Lee Chae-min como un comerciante (ep. 21).[56][57]

## Producción
La serie está escrita por las hermanas Hong, y es la decimosegunda que escriben en quince años de colaboración. Las dos anteriores fueron A Korean Odyssey y Hotel del Luna.
Está producida por Studio Dragon, compañía que en agosto de 2021 firmó un acuerdo con la ciudad de Mungyeong para construir unos nuevos estudios, a cambio de tener su uso exclusivo por un período de cinco años. Debido a la pandemia de Covid-19, se ha filmado principalmente en plató, y para acelerar la producción se ha recurrido a imágenes generadas por ordenador (CGI).
El 21 de enero de 2021 la agencia de Park Hye-su desmintió que a la actriz se le hubiera ofrecido un papel de protagonista en la serie. En junio se anunció por el contrario que el actor Joo Sang-wook sí estaría en el reparto.
El 8 de julio del mismo año fuentes de tvN comunicaron que la actriz Park Hye-eun, que había sido elegida como protagonista, abandonaba la serie de mutuo acuerdo con la compañía productora, debido a la presión que sentía por interpretar su personaje siendo una actriz novata. A consecuencia de ello, se ofreció el papel a Jung So-min.
El rodaje se interrumpió a principios de octubre de 2021 debido a que un miembro del equipo había resultado positivo al Covid-19. Ello provocó la entrada en cuarentena de parte del personal y la suspensión provisional de la filmación.
El 14 de junio de 2022 se celebró la rueda de prensa de presentación de la serie, en línea como medida de precaución contra la pandemia de Covid-19. A la misma asistieron el director y buena parte del elenco de actores.
La segunda temporada se rodó entre mediados de julio y principios de octubre de 2022. El 16 de noviembre se publicaron los carteles de los personajes protagonistas de la segunda temporada, con Lee Je-wook y Go Yoon-jung.

## Controversias
Algunos internautas chinos denunciaron que Alquimia de almas copia el drama chino Ever Night, que se produjo y emitió en 2018. Argumentaban que en términos de vestuario, configuración de personajes y trama, el derivado coreano es muy similar a Ever Night, The Untamed y Heavy Sweetness, Ash-like Frost, de las que los internautas adjuntan fotos comparativas. Como resultado, muchos criticaron la serie por apropiación cultural y plagio, instando a un boicot. Si bien algunos coreanos están de acuerdo en que la serie es plagiada y dicen que «es una serie de televisión china», otros piensan que esta consideración no tiene ningún fundamento.

## Banda sonora original
| Parte             | Fecha de publicación    | N.º | Título                                                             | Letra                        | Música                                               | Artista         | Duración |
| ----------------- | ----------------------- | --- | ------------------------------------------------------------------ | ---------------------------- | ---------------------------------------------------- | --------------- | -------- |
| 1                 | 26 de junio de 2022     | 1   | «Scars Leave Beautiful Trace» (상처는 아름다운 흔적이 되어)        | Nam Hye-seung, Janet Suhh    | Nam Hye-seung, Jeon Jong-hyuk, Heo Seok, Lee Jae-woo | Car, the Garden | 3:33     |
| 1                 | 26 de junio de 2022     | 2   | «Scars Leave Beautiful Trace» (상처는 아름다운 흔적이 되어)(inst.) |                              | Nam Hye-seung, Jeon Jong-hyuk, Heo Seok, Lee Jae-woo |                 | 3:33     |
| 2                 | 3 de julio de 2022      | 1   | «Aching» (아리운)                                                  | Nam Hye-seung, Kim Kyung-hee | Nam Hye-seung, Kim Kyung-hee                         | Kassy           | 4:11     |
| 2                 | 3 de julio de 2022      | 2   | «Aching» (아리운) (inst.)                                          |                              | Nam Hye-seung, Kim Kyung-hee                         |                 | 4:11     |
| 3                 | 10 de julio de 2022     | 1   | «Just Watching You» (바라만 본다)                                  | Nam Hye-seung, Kim Kyung-hee | Nam Hye-seung, Kim Kyung-hee                         | Jeong Se-woon   | 4:02     |
| 3                 | 10 de julio de 2022     | 2   | «Just Watching You» (바라만 본다)(inst.)                           |                              | Nam Hye-seung, Kim Kyung-hee                         |                 | 4:02     |
| 4                 | 17 de julio de 2022     | 1   | «Raindrops» (빗방울)                                               | Nam Hye-seung, Janet Suhh    | Nam Hye-seung, Park Sang-hee                         | Gummy           | 3:54     |
| 4                 | 17 de julio de 2022     | 2   | «Raindrops» (빗방울) (inst.)                                       |                              | Nam Hye-seung, Park Sang-hee                         |                 | 3:54     |
| 5                 | 24 de julio de 2022     | 1   | «You're Everything to Me» (온통 그대뿐인 나죠)                     | Nam Hye-seung, Park Jin-ho   | Nam Hye-seung, Park Jin-ho                           | Shin Yong-jae   | 4:10     |
| 5                 | 24 de julio de 2022     | 2   | «You're Everything to Me» (온통 그대뿐인 나죠) (inst.)             |                              | Nam Hye-seung, Park Jin-ho                           |                 | 4:10     |
| 6                 | 31 de julio de 2022     | 1   | «Breath» (숨결)                                                    | Nam Hye-seung, Janet Suhh    | Nam Hye-seung, Park Sang-hee                         | Kim Na-young    | 4:27     |
| 6                 | 31 de julio de 2022     | 2   | «Breath» (숨결) (inst.)                                            |                              | Nam Hye-seung, Park Sang-hee                         |                 | 4:27     |
| 7                 | 21 de agosto de 2022    | 1   | «Love Letter (with You)» (연서 (with You))                         | Nam Hye-seung, Kim Kyung-hee | Nam Hye-seung, Kim Kyung-hee                         | Big Naughty     | 3:29     |
| 7                 | 21 de agosto de 2022    | 2   | «Love Letter (with You)» (연서 (with You)) (inst.)                 |                              | Nam Hye-seung, Kim Kyung-hee                         |                 | 3:29     |
| Segunda temporada |                         |     |                                                                    |                              |                                                      |                 |          |
| 1                 | 18 de diciembre de 2022 | 1   | «Blue Flower» (푸른꽃)                                             | Nam Hye-seung, Kim Kyung-hee | Nam Hye-seung, Kim Kyung-hee                         | Lia Itzy        | 3:48     |
| 1                 | 18 de diciembre de 2022 | 2   | «Blue Flower» (푸른꽃) (inst.)                                     |                              | Nam Hye-seung, Kim Kyung-hee                         |                 | 3:48     |
| 2                 | 25 de diciembre de 2022 | 1   | «Tree (Just Watching You 2)» (나무 (바라만 본다 2)))               | Nam Hye-seung, Kim Kyung-hee | Nam Hye-seung, Kim Kyung-hee                         | Hwang Min-hyun  | 4:03     |
| 2                 | 25 de diciembre de 2022 | 2   | «Tree (Just Watching You 2)» (나무 (바라만 본다 2))) (inst.)       |                              | Nam Hye-seung, Kim Kyung-hee                         |                 | 4:03     |
| 3                 | 1 de enero de 2023      | 1   | «I'm Sorry»                                                        | Nam Hye-seung, Janet Suhh    | Nam Hye-seung, Jeon Jong-hyuk, Heo Seok              | Ailee           | 4:16     |
| 3                 | 1 de enero de 2023      | 2   | «I'm Sorry» (inst.)                                                |                              | Nam Hye-seung, Jeon Jong-hyuk, Heo Seok              |                 | 4:16     |

## Audiencia
| Temporada | Temporada | Episodio número | Episodio número | Episodio número | Episodio número | Episodio número | Episodio número | Episodio número | Episodio número | Episodio número | Episodio número | Episodio número | Episodio número | Episodio número | Episodio número | Episodio número | Episodio número | Episodio número | Episodio número | Episodio número | Episodio número | Promedio |
| Temporada | Temporada | 1               | 2               | 3               | 4               | 5               | 6               | 7               | 8               | 9               | 10              | 11              | 12              | 13              | 14              | 15              | 16              | 17              | 18              | 19              | 20              | Promedio |
| --------- | --------- | --------------- | --------------- | --------------- | --------------- | --------------- | --------------- | --------------- | --------------- | --------------- | --------------- | --------------- | --------------- | --------------- | --------------- | --------------- | --------------- | --------------- | --------------- | --------------- | --------------- | -------- |
|           | 1         | 1.294           | 1.516           | 1.275           | 1.760           | 1.321           | 1.632           | 1.347           | 1.804           | 1.416           | 1.817           | 1.305           | 1.769           | 1.564           | 1.926           | 1.680           | 1.926           | 1.815           | 2.359           | 1.984           | 2.410           | 1.696    |
|           | 2         | 1.648           | 1.933           | 1.812           | 2.126           | 1.676           | 1.967           | 1.518           | 2.054           | 1.871           | 2.267           | —               | —               | —               | —               | —               | —               | —               | —               | —               | —               | 1.887    |

| Episodio | Fecha de emisión        | Índice de audiencia (Nielsen Korea) | Índice de audiencia (Nielsen Korea) |
| Episodio | Fecha de emisión        | Nacional                            | Seúl                                |
| Temporada 1 | Temporada 1             | Temporada 1                         | Temporada 1                         |
| --- | ----------------------- | ----------------------------------- | ----------------------------------- |
| 1 | 18 de junio de 2022     | 5,205 % (1.ª)                       | 4,833 % (1.ª)                       |
| 2 | 19 de junio de 2022     | 5,872 % (1.ª)                       | 6,047 % (1.ª)                       |
| 3 | 25 de junio de 2022     | 5,288 % (1.ª)                       | 5,315 % (1.ª)                       |
| 4 | 26 de junio de 2022     | 6,841 % (1.ª)                       | 6,878 % (1.ª)                       |
| 5 | 2 de julio de 2022      | 5,352 % (1.ª)                       | 5,253 % (1.ª)                       |
| 6 | 3 de julio de 2022      | 6,639 % (1.ª)                       | 6,880 % (1.ª)                       |
| 7 | 9 de julio de 2022      | 5,311 % (1.ª)                       | 5,158 % (1.ª)                       |
| 8 | 10 de julio de 2022     | 6,826 % (1.ª)                       | 6,694 % (1.ª)                       |
| 9 | 16 de julio de 2022     | 5,204 % (1.ª)                       | 5,329 % (1.ª)                       |
| 10 | 17 de julio de 2022     | 6,958 % (1.ª)                       | 6,835 % (1.ª)                       |
| 11 | 23 de julio de 2022     | 4,989 % (1.ª)                       | 4,908 % (1.ª)                       |
| 12 | 24 de julio de 2022     | 7,091 % (1.ª)                       | 7,032 % (1.ª)                       |
| 13 | 30 de julio de 2022     | 6,290 % (1.ª)                       | 6,008 % (1.ª)                       |
| 14 | 31 de julio de 2022     | 7,600 % (1.ª)                       | 7,484 % (1.ª)                       |
| 15 | 6 de agosto de 2022     | 6,610 % (1.ª)                       | 6,710 % (1.ª)                       |
| 16 | 7 de agosto de 2022     | 7,453 % (1.ª)                       | 7,544 % (1.ª)                       |
| 17 | 20 de agosto de 2022    | 7,566 % (1.ª)                       | 7,767 % (1.ª)                       |
| 18 | 21 de agosto de 2022    | 9,295 % (1.ª)                       | 9,793 % (1.ª)                       |
| 19 | 27 de agosto de 2022    | 7,915 % (1.ª)                       | 8,121 % (1.ª)                       |
| 20 | 28 de agosto de 2022    | 9,218 % (1.ª)                       | 9,903 % (1.ª)                       |
| Promedio | Promedio                | 6,676 %                             | 6,725 %                             |
| Temporada 2 |                         |                                     |                                     |
| 21 | 10 de diciembre de 2022 | 6,719 % (1.ª)                       | 7,852 % (1.ª)                       |
| 22 | 11 de diciembre de 2022 | 7,743 % (1.ª)                       | 8,808 % (1.ª)                       |
| 23 | 17 de diciembre de 2022 | 7,176 % (1.ª)                       | 8,236 % (1.ª)                       |
| 24 | 18 de diciembre de 2022 | 8,458 % (1.ª)                       | 9,366 % (1.ª)                       |
| 25 | 24 de diciembre de 2022 | 7,134 % (1.ª)                       | 7,665 % (1.ª)                       |
| 26 | 25 de diciembre de 2022 | 8,237 % (1.ª)                       | 9,206 % (1.ª)                       |
| 27 | 31 de diciembre de 2022 | 6,644 % (1.ª)                       | 6,654 % (1.ª)                       |
| 28 | 1 de enero de 2023      | 8,605 % (1.ª)                       | 10,078 % (1.ª)                      |
| 29 | 7 de enero de 2023      | 8,218 % (1.ª)                       | 8,853 % (1.ª)                       |
| 30 | 8 de enero de 2023      | 9,651 % (1.ª)                       | 10,603 % (1.ª)                      |
| Promedio | Promedio                | 6,665 %                             | 7,099 %                             |
| - En la tabla superior, en azul aparecen los índices más bajos, y en rojo los más altos. - Esta serie se emitió en un canal de cable o televisión de pago, que por lo general tiene una audiencia relativamente menor en comparación con las emisoras públicas o de televisión en abierto (KBS, SBS, MBC y EBS). |                         |                                     |                                     |

## Premios y nominaciones
| Año  | Premio                  | Categoría                     | Candidato     | Resultado | Ref.          |
| ---- | ----------------------- | ----------------------------- | ------------- | --------- | ------------- |
| 2022 | 13th Korea Drama Awards | Mejor director                | Park Joon-hwa | Ganador   | [ 91 ] [ 92 ] |
| 2022 | 13th Korea Drama Awards | Mejor actriz                  | Jung So-min   | Nominada  | [ 91 ] [ 92 ] |
| 2022 | 13th Korea Drama Awards | Premio a la excelencia global | Lee Jae-wook  | Ganador   | [ 91 ] [ 92 ] |
| 2022 | Asia Model Awards       | Premio especial Asia          | Lee Jae-wook  | Ganador   | [ 93 ]        |
| 2022 | Asia Model Awards       | Premio Rising Star (actriz)   | Arin          | Ganadora  | [ 94 ]        |